# Картер-Спрінгс (Невада)
Картер-Спрінгс (англ. Carter Springs) — переписна місцевість (CDP) в США, в окрузі Дуглас штату Невада. Населення — 585 осіб (2020).

## Географія
Картер-Спрінгс розташований за координатами 38°51′43″ пн. ш. 119°38′28″ зх. д. / 38.86194° пн. ш. 119.64111° зх. д. (38.861939, -119.641124).  За даними Бюро перепису населення США в 2010 році переписна місцевість мала площу 7,25 км², уся площа — суходіл.

## Демографія
Згідно з переписом 2010 року, у переписній місцевості мешкали 553 особи в 209 домогосподарствах у складі 155 родин. Густота населення становила 76 осіб/км².  Було 241 помешкання (33/км²).
Расовий склад населення:
| - 87,3 % — білих - 5,2 % — корінних американців - 0,9 % — чорних або афроамериканців - 0,2 % — вихідців з тихоокеанських островів - 3,6 % — осіб інших рас |

До двох чи більше рас належало 2,7 %. Частка іспаномовних становила 14,8 % від усіх жителів.
За віковим діапазоном населення розподілялося таким чином: 27,3 % — особи молодші 18 років, 58,1 % — особи у віці 18—64 років, 14,6 % — особи у віці 65 років та старші. Медіана віку мешканця становила 37,1 року. На 100 осіб жіночої статі у переписній місцевості припадало 107,9 чоловіків;  на 100 жінок у віці від 18 років та старших — 97,1 чоловіків також старших 18 років.
Середній дохід на одне домашнє господарство  становив 53 217 доларів США (медіана — 48 750), а середній дохід на одну сім'ю — 58 187 доларів (медіана — 55 000). Медіана доходів становила 36 964 долари для чоловіків та 33 269 доларів для жінок. За межею бідності перебувало 7,1 % осіб, у тому числі 0,0 % дітей у віці до 18 років та 9,8 % осіб у віці 65 років та старших.
Цивільне працевлаштоване населення становило 233 особи. Основні галузі зайнятості: мистецтво, розваги та відпочинок — 20,2 %, роздрібна торгівля — 17,2 %, освіта, охорона здоров'я та соціальна допомога — 15,5 %.